# Dom robotniczy w Nowym Sączu
Dom robotniczy — neogotycki budynek w Nowym Sączu przy ul. Zygmuntowskiej 17, wybudowany w 1907 roku według projektu Jana Stobieckiego na terenie Kolonii Kolejowej. Służył jako miejsce spotkań, życia związkowego kolejarzy i jako siedziba PPS. Pełnił ponadto funkcje kulturalne: mieściła się w nim czytelnia, teatr amatorski, chór, zespół orkiestry dętej, a od 1913 roku także kinematograf. Kino działało w tym miejscu do 2008 roku, po czym budynek zmienił właściciela i obecnie funkcjonuje w nim sala weselna.